# Brachá
Brachá ou Berakhá (do hebraico ברכה; plural ברכות, brachot, cujo significado é: "bênção", "recompensa") é uma fórmula de bênção ou ação de graças, recitada em público ou em particular, normalmente antes da realização de um mandamento, ou da apreciação de comida ou fragrância, e em louvor em várias ocasiões.
A função de uma brachá é reconhecer a Deus como a fonte de todas as bençãos. As brachot também possuem uma função educacional para transformar uma variedade de ações diárias e ocorrências em experiências religiosas designadas para aumentar a consciência de Deus em todos os momentos. Para esse propósito, o sábio talmúdico, Rabbi Meir, afirmou que era a obrigação de todo judeu recitar centenas de brachot todos os dias (Men. 43b).  
A Mishná doTratado Brachot e a gemara nos dois Talmudes contém discussões rabínicas detalhadas das brachot, sobre as quais as leis e as práticas de recitação de bênçãos são fundadas.
Brachot geralmente começam com as palavras "Bendito és Tu, Senhor, nosso Deus ..."
Aquele que ouve outro recitar uma brachá responde com amém, mas aquele que está envolvido na oração pode, em certos pontos, ser impedidos de outra fala, inclusive respondendo amém. Com poucas exceções, a pessoa não responde amém para a sua própria brachá, embora outras orações - tais como a kaddish - incluem "amém" em seu texto.